# Степна-Стара
Степна-Стара (пол. Stepna Stara) — село в Польщі, у гміні Ольшево-Борки Остроленцького повіту Мазовецького воєводства.
Населення — 141 особа (2011).
У 1975-1998 роках село належало до Остроленцького воєводства.

## Демографія
Демографічна структура станом на 31 березня 2011 року:
|          | Загалом | Допрацездатний вік | Працездатний вік | Постпрацездатний вік |
| -------- | ------- | ------------------ | ---------------- | -------------------- |
| Чоловіки | 78      | 17                 | 48               | 13                   |
| Жінки    | 63      | 16                 | 30               | 17                   |
| Разом    | 141     | 33                 | 78               | 30                   |